# Peter Balling
Peter Balling Christensen (født d. 5. april 1990 i Skive) er en dansk håndboldspiller, som spiller for Bjerringbro-Silkeborg Håndbold og har tidligere repræsenteret Danmarks herrehåndboldlandshold. Ballings foretrukne position er højre back.
Han deltog under EM i håndbold 2016 i Polen og EM i håndbold 2018 i Kroatien.
Han er lillebror til håndboldspilleren Morten Balling.

## Karriere
Peter Belling startede karrieren i Mors-Thy Håndbold, hvor han spillede fra 2008 til 2011, før han rykkede til ligarivalerne Skanderborg Håndbold. I 2015 skiftede han til TTH Holstebro. Her vandt han i 2018 den danske Supercup.
Han spillede en enkelt sæson i KIF Kolding. I den sæsæn scorede han et afgørende mål mod TTH Holstebro med 7 sekunder igen, der afværgede nedrykningen for KIF. Sommeren efter skiftede han til Bjerringbro-Silkeborg Håndbold, hvor han sagde, at det var muligheden for at vinde medaljer, der havde trukket ham til klubben.